# Przemysław Bieńkowski
Przemysław Bieńkowski – polski specjalista w zakresie psychofarmakologii, dr hab. nauk medycznych, profesor Katedry i Kliniki Psychiatrycznej Warszawskiego Uniwersytetu Medycznego.

## Życiorys
11 czerwca 1997 obronił pracę doktorską Badania nad rolą pobudzających receptorów jonotropowych NMDA, 5-HT3 i N-cholinergicznego w działaniu nagradzjącym, awersyjnym i różnicującym alkoholu, 15 listopada 2000 habilitował się na podstawie pracy zatytułowanej Behawioralna charakterystyka zjawiska "głodu" i nawrotu picia w zwierzęcych modelach uzależnienia od alkoholu etylowego. 24 kwietnia 2008 nadano mu tytuł profesora w zakresie nauk medycznych. Został zatrudniony na stanowisku profesora zwyczajnego w Instytucie Psychiatrii i Neurologii, oraz profesora nadzwyczajnego w Katedrze i Klinice Psychiatrycznej na I Wydziale Lekarskim  Warszawskiego Uniwersytetu Medycznego.
Jest przewodniczącym rady naukowej Instytutu Psychiatrii i Neurologii, a także członkiem zarządu Polskiego Towarzystwa Psychiatrycznego i profesorem Katedry i Kliniki Psychiatrycznej Warszawskiego Uniwersytetu Medycznego.